# Bulevares de Madrid

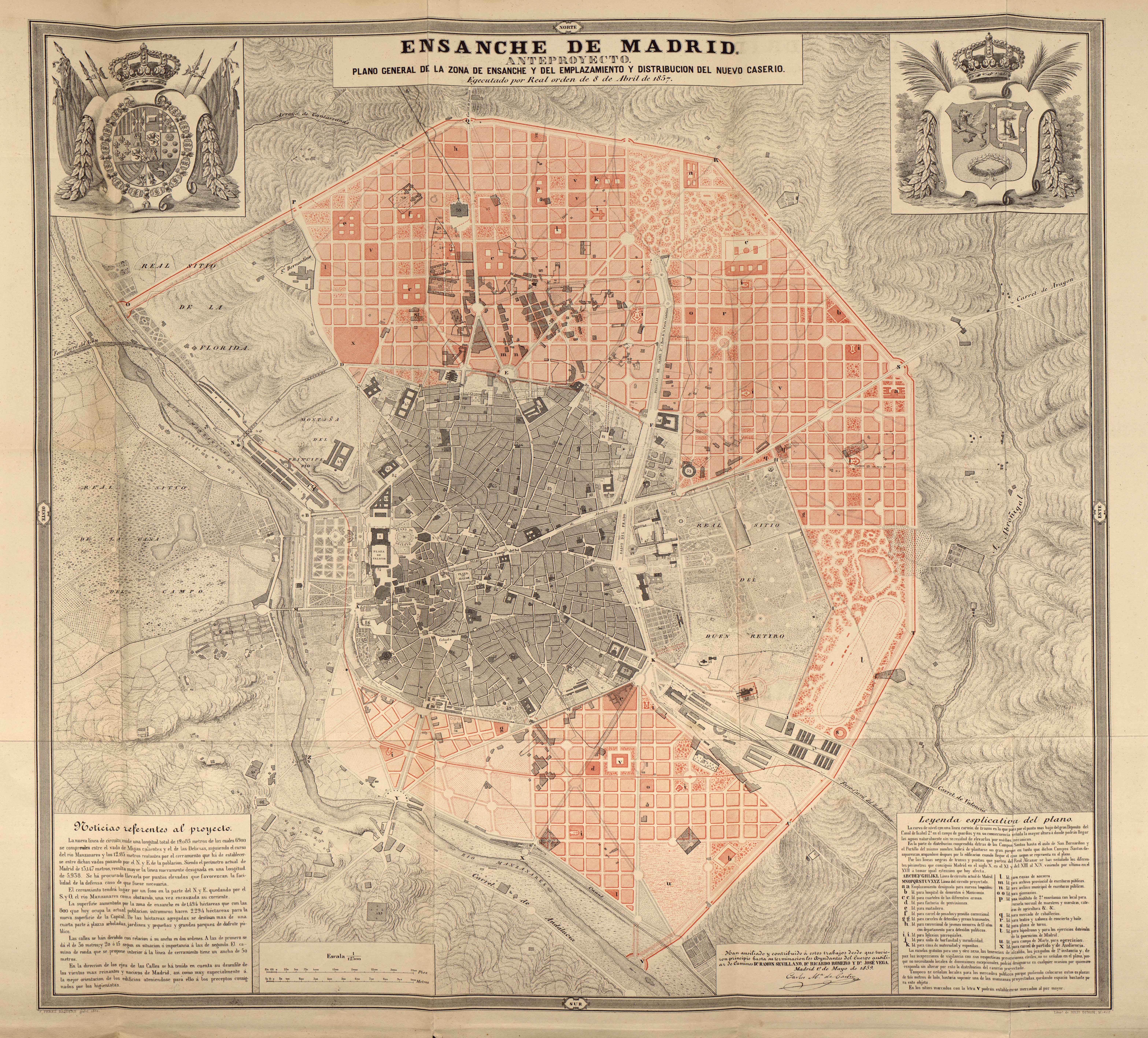
Anteproyecto del Ensanche de Madrid en 1861, en el plano ejecutado según Real orden de 8 de abril de 1857 por Carlos María de Castro, y grabado por F. Pérez Baquero.

Los Bulevares de Madrid son un conjunto de vías anchas que siguiendo un trazado continuado forman parte del primer anillo circunvalatorio de la capital de España en el arco norte del casco antiguo. Su denominación de «bulevares» se le impuso en el último cuarto del siglo xix durante el mandato del alcalde Alberto Aguilera.
Concebidos siguiendo el modelo de los «paseos centrales arbolados de una avenida o calle ancha», los bulevares madrileños pueden considerarse la continuación de las Rondas del límite sur de la ciudad, y forman en su conjunto un elemento urbano perceptible entre el casco histórico y la trama urbana desarrollada entre los siglos dieciocho y diecinueve.

## Bulevares históricos
Los cinco bulevares madrileños de mayor tradición son:
| vía                          | inicio                            | final                             | longitud |
| ---------------------------- | --------------------------------- | --------------------------------- | -------- |
| Calle del Marqués de Urquijo | Paseo del Pintor Rosales          | Calle de la Princesa              | 500 m    |
| Calle de Alberto Aguilera    | Calle de la Princesa              | Glorieta de Ruiz Giménez          | 895 m    |
| Calle de Carranza            | Glorieta de Ruiz Giménez          | Glorieta de Bilbao                | 300 m    |
| Calle de Sagasta             | Glorieta de Bilbao                | Plaza de Alonso Martínez (Madrid) | 535 m    |
| Calle de Génova              | Plaza de Alonso Martínez (Madrid) | plaza de Colón                    | 500 m    |

## Trazado y nomenclatura
El trazado de los Bulevares de la ciudad de Madrid previo a su ensanche en el siglo xix, quedó determinado por la Cerca de Felipe IV. A partir del límite del núcleo preindustrial de Madrid (calles de Alberto Aguilera, Carranza, Sagasta y Génova) y el tramo que vinculaba el paseo de la Florida y el río Manzanares con el borde norte de la ciudad (camino del Molino Quemado en el plano de Texeira, antigua Cuesta de Areneros, y la posterior calle del Marqués de Urquijo), de forma progresiva fueron apareciendo nuevos paseos de ronda y se urbanizaron caminos ya existentes (ronda del Conde Duque, ronda de Fuencarral, ronda de Santa Bárbara, paseo de Areneros), siguiendo el modelo de las Rondas. Fueron conocidos también como Rondas del Ensanche.

## Continuidad del modelo
Materialización urbana del llamado paseo de la Ronda, Las Rondas y Los Bulevares tuvieron en la capital de España una inteligente continuidad urbanística en buena parte de las vías anchas del ensanche de Madrid durante el primer tercio del xx, pero los imperativos impuestos por la circulación de un parque automovilístico creciente provocaron su desaparición paulatina entre las décadas de 1940 y 1970.